# Rendbjerg Teglværk
Rendbjerg Teglværk er et tidligere dansk teglværk på Broager Land lidt øst for Egernsund. På det nu nedbrudte teglværks grund, ligger nu Esbjerg Kommunes feriekoloni. Over for feriekolonien er par arbejderboliger delvis bevaret.
I 1783 begyndte teglproduktionen i Rendbjerg. Firmaet udviklede sig til et af Nordeuropas største teglværker og havde på et tidspunkt omkring 100 mand ansatte. I 1851 alene blev der produceret 2 millioner teglsten i fem kammerovne. Teglværket lavede primært mursten men også klinker, fliser, tagsten og gravsten brændt ler. Produkterne blev præmieret på Verdensudstillingen i 1855 og i 1862. I de sidste år havde fabrikken forskellige ejere og lukkede endeligt i 1928.
Teglværket, der producerede mursten, tagsten, klinker, fliser og gravsten i brændt ler, var på et tidspunkt et af Nordeuropas største med omkring 100 ansatte.
Værket blev i 1848 overtaget af Hans Heinrich Dithmer junior, der i 1872 opførte en stor villa i forbindelse med teglværket, i folkemunde  kaldt ”slottet”. Rundt om døre, vinduer, søjler og gesimser er der indmuret glaserede sten med både glatte overflader og blomsterornamentik. 1883 gik Hans Heinrich Dithmer junior konkurs og måtte som følge deraf forlade både hus og teglværk. De nye ejere var ikke interesseret at bruge "slottet" som bolig. Slottets tjenestefløj var beboet bl.a. af en bogholder og en kusk, stuerne har blandt andet tjent som lagerplads, indkvartering af grænsegendarmer. Først 48 år senere, i 1931, blev husets herskabelige stuer igen beboet, da to lærerinder købte "slottet" og indrettede det til sommerpensionat. I 1952 blev huset solgt til Esbjerg Kommune for at blive skolehjem for samspilsramte unge fra Esbjerg. I 1976 blev "slottet" købt og indrettet som aflastningshjem for psykisk udviklingshæmmede, hvilken funktion huset stadigt varetager.